# François Mitterrand
François Maurice Adrien Marie Mitterrand (Jarnac, 26 de outubro de 1916 – Paris, 8 de janeiro de 1996) foi um político francês, foi presidente da França, de 1981 até 1995.
Detém atualmente o recorde de longevidade (14 anos) na presidência da República Francesa. Foi o primeiro presidente da república e um dos dois únicos (junto com François Hollande) oriundos do partido Socialista. Sob sua presidência foi abolida a pena de morte na França, em 1981. Seu mandato presidencial encerrou-se em maio de 1995, quando foi sucedido por Jacques Chirac. Morreu de câncer oito meses depois, em 8 de janeiro de 1996.

## Infância e juventude
François Mitterrand nasceu no seio de uma família católica e conservadora da província. O seu pai, Joseph, foi funcionário de uma companhia ferroviária, e, posteriormente, gerente da fábrica de vinagre familiar, chegando a ser presidente da federação de sindicatos de fabricantes de vinagre. Teve três irmãos e quatro irmãs.
Entre 1925 e 1934 fez os estudos secundários no colégio Saint-Paul de Angulême. Aí Mitterrand integrou-se na Juventude Estudantil Cristã, ramo estudantil da Ação Católica. Até 1937 estudou na Escola Livre de Ciências Políticas, graduando-se em julho de 1937.
Nessa época (entre 1935 e 1936) militou durante cerca de um ano nos Volontaires nationaux (voluntários nacionais) do coronel de La Rocque. Participou nas manifestações contra "a invasão de vagabundos" em fevereiro de 1935 e mais tarde nas que se fizeram contra o professor de Direito Gaston Jèze, quando este foi nomeado conselheiro jurídico do Negus da Etiópia, em janeiro de 1936. Relaciona-se, por amizade ou família com membros da Cagoule. Escreveu artigos em jornais de direita como L'Écho de Paris de Henri de Kerillis, próximo do Partido Social Francês, de caráter fascista e colaborou com o governo de Vichy. São artigos de literatura, mas também sobre a sociedade contemporânea e a política. Em 1938 conhece Georges Dayan (judeu e socialista) a quem salva de agressões antissemitas da Ação Francesa. Passam a ser grandes amigos. Entre 1937 e 1939 fez serviço militar na infantaria colonial.

## Carreira política
Em janeiro de 1947 assume o ministério dos antigos combatentes, tornando-se o ministro mais jovem da história da França, aos 30 anos. Suas atividades políticas foram marcadas pela oposição a Charles de Gaulle, contra quem concorreu nas eleições presidenciais de 1965, chegando a conseguir um segundo turno, mas saiu derrotado por 55,20% dos votos contra os 44,80%. Em 1974 enfrentou Valéry Giscard d’Estaing nas eleições, perdendo o pleito por 49,19% à 50,81%.

## Presidência
Após tentar a presidência em duas ocasiões (1965 e 1974), foi eleito em 1981, sendo o primeiro presidente socialista eleito em seu país. Houve intensa comemoração nas ruas de Paris, na mesma noite do anúncio de sua vitória, em 10 de maio. Foi reeleito em 1988.
Segundo Jacques Rancière, na disputa presidencial francesa de 1981, Mitterrand fez 110 promessas. E em sua reeleição, ninguém o havia questionado sobre a quantidade de promessas que foram cumpridas. Ao contrário, o elogiavam por deixar de fazer promessas.
Em seus dois mandatos, Mitterrand conseguiu abolir a pena de morte, nacionalizar cinco grupos industriais e 39 bancos, estabelecer a aposentadoria aos 60 anos, descriminalizar a homossexualidade, promover o fim do monopólio estatal da radiodifusão, inaugurar o Musée d’Orsay, o Instituto do mundo árabe, a pirâmide do Louvre e a pedra fundamental da Biblioteca Nacional da França, reforçar a relação franco-alemã, consolidar a Comunidade Europeia e criar a União Europeia com a assinatura do Tratado de Maastricht em 1992.
Várias medidas sociais foram ratificadas, tais como a descriminalização oficial da homossexualidade. O Ministro do Interior, Gaston Defferre, pôs fim ao registo de homossexuais, e o comunista Jack Ralite, Ministro da Saúde, retirou a homossexualidade da lista de perturbações mentais. O governo também introduziu a passagem da maioria sexual para 15 anos para todos, abolindo a distinção, introduzida em 1942 e confirmada em 1945, na idade do consentimento entre relações homossexuais e heterossexuais. O estilo de vida homossexual deixa de ser uma cláusula de cancelamento de um arrendamento residencial.
A 29 de Setembro de 1983 recebeu o Grande-Colar da Ordem do Infante D. Henrique e a 28 de Outubro de 1987 recebeu o Grande-Colar da Ordem da Liberdade de Portugal.

## Vida pessoal
Mitterrand foi casado com Danielle Gouze de 1944 até seu falecimento, tendo 4 filhos neste casamento. Mas teve sua vida particular exposta quando o fotógrafo Sébastien Valiela flagrou com suas lentes Mitterrand e filha, Mazarine, saindo de um restaurante, e após o episódio, tornou-se público o relacionamento extraconjugal dele com Anne Pingeot.

## Morte
François Mitterrand morreu em Paris em 8 de janeiro de 1996 aos 79 anos de câncer de próstata, uma condição que ele e seus médicos esconderam durante a maior parte de sua presidência.

## Primeiros-ministros durante a presidência
A partir de 2022, François Mitterrand teve o maior número de primeiros-ministros durante o regime da V República.
| Primeiro-ministro | a partir de | para | Partido    | Notas                                   |
| ----------------- | ----------- | ---- | ---------- | --------------------------------------- |
| Pierre Mauroy     | 1981        | 1984 | socialista |                                         |
| Laurent Fabius    | 1984        | 1986 | socialista | O PM mais jovem desde Decazes (39 anos) |
| Jacques Chirac    | 1986        | 1988 | RPR        | Primeira coabitação da Quinta República |
| Michel Rocard     | 1988        | 1991 | socialista |                                         |
| Edith Cresson     | 1991        | 1992 | socialista | Primeira mulher primeira-ministra       |
| Pierre Bérégovoy  | 1992        | 1993 | socialista |                                         |
| Édouard Balladur  | 1993        | 1995 | RPR        | Segunda Coabitação                      |

## Carreira política
Presidente da República Francesa: 1981-1995. Reeleito em 1988.
Funções governamentais
- Ministro dos Veteranos e Vítimas de Guerra: 1947-1948
- Secretário de Estado da Informação: julho-setembro de 1948
- Secretário de Estado da Presidência do Conselho: 1948-1949
- Ministro do Ultramar e Colônias: 1950-1951
- Ministro de Estado: janeiro-março de 1952
- Ministro do Conselho da Europa: junho-setembro de 1953
- Ministro do Interior: 1954-1955
- Ministro de Estado, ministro da Justiça: 1956-1957

Cargos eleitos
Assembleia Nacional da França
Membro da Assembleia Nacional da França por Nièvre: 1946-1958 / 1962-1981 (renúncia, tornou-se Presidente da República Francesa em 1981). Eleito em 1946, reeleito em 1951, 1956, 1962, 1967, 1968, 1973, 1978.
Senado da França
Senador de Nièvre: 1959–1962 (renúncia, reeleito membro da Assembleia Nacional da França em 1962). Eleito em 1959.
Conselho Geral
Presidente do Conselho Geral de Nièvre: 1964-1981 (renúncia, tornou-se Presidente da República Francesa em 1981). Reeleito em 1967, 1970, 1973, 1976, 1979.
Conselheiro geral de Nièvre: 1949-1981 (renúncia). Reeleito em 1955, 1961, 1967, 1973, 1979.
Conselho municipal
Prefeito de Château-Chinon (Ville): 1959-1981 (renúncia, tornou-se Presidente da República Francesa em 1981). Reeleito em 1965, 1971, 1977.
Vereador municipal de Château-Chinon (Ville): 1959–1981 (renúncia). Reeleito em 1965, 1971, 1977.
Função política
Primeiro Secretário (líder) do Partido Socialista: 1971-1981 (renúncia, tornou-se Presidente da República Francesa em 1981). Reeleito em 1973, 1975, 1977, 1979.